# VTG

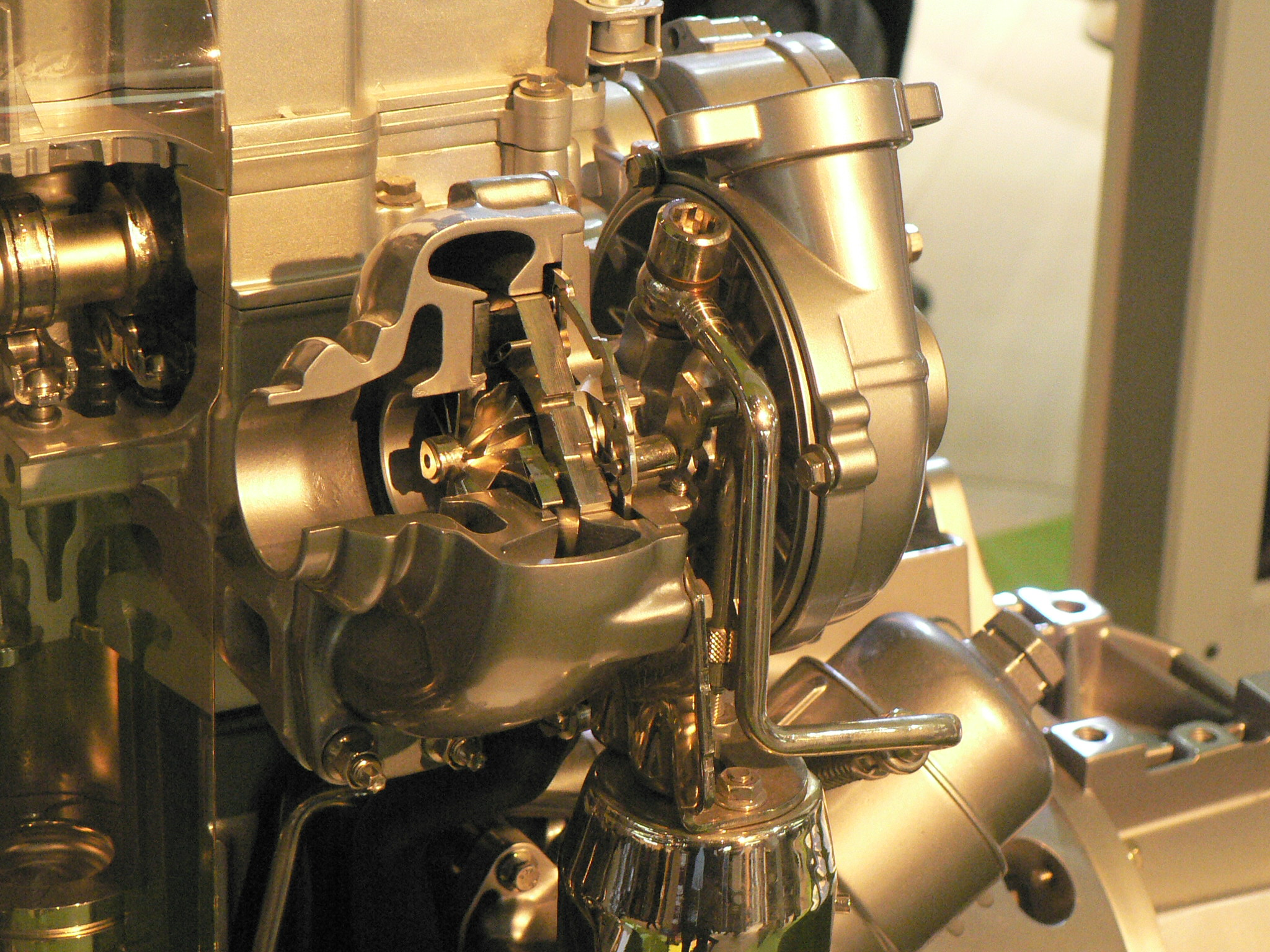
VTG de Porsche.

Un VTG (siglas del término en inglés Variable Turbocharger Geometry, turbocompresor de geometría variable) es un tipo de compresor cuyo movimiento procede de una turbina que está situada en la corriente de los gases de escape de un motor, y cuya admisión de gases es variable. Sirve para disminuir el retraso de respuesta del propulsor. El régimen de giro que debe alcanzar un turbocompresor es muy alto, y cuesta un cierto tiempo acelerarlo, especialmente a bajo régimen. Al incrementar la fuerza que hace el gas de escape de la turbina modificando su geometría de admisión, ese tiempo es menor. Un turbocompresor de geometría variable no tiene válvula de descarga, ya que puede llegar a disminuir el giro de la turbina hasta que la presión que genera el compresor descienda al nivel mínimo.